# Edwina Ritchard
Edwina "Eddie" Ritchard es una actriz australiana conocida por haber interpretado a Jaz Mcleod en la serie Mcleod's Daughters.

## Biografía
En el 2006 Edwina se graduó de la prestigiosa National Institute of Dramatic Art "NIDA", con un grado en actuación. 
Disfruta haciendo deportes como Track & Field, Aerobics, Tenis, Baloncesto, natación y Montar a caballo. Edwina toca el piano y baila ballet.

## Carrera
Ha aparecido en la serie East West 101 como Angela y en la película Fool's Gold, protagonizada por Kate Hudson, Matthew McConaughey y Donald Sutherland.
Edwina ha hecho comerciales para Dove Chocumentaries y AMI "Smile" Tvc NZ.
En el 2008 apareció como actriz invitada en la serie The Strip, donde interpretó a Rachael Marr. En la serie participan Aaron Jeffrey y Dan Feuerriegel, ambos actores de Mcleod's Daughters.
Desde 2008 Edwina se unió a la exitosa serie australiana Mcleod's Daughters, donde interpretó a Jasmine "Jaz" Mcleod, la hermana de Regan y Grace e interés romántico de Ben Hall, hasta el final de la serie en el 2009.
En el 2009 apareció en un episodio de la serie The Cut, donde interpretó a Virginia; en la serie aparece Matt Passmore quien interpretó a Marcus Turner en McLeods Daughters. 
Ese mismo año se unió a la obra Lady Macbeth of Mtsensk, que mostraba a los asesinos en serie del siglo XIX en Rusio; en la obra interpreta a la alocada Sonya y a Fyodor un niño de 10 años. También apareció en un episodio de la serie Rescue Special Ops donde interpretó a Candice Campbell, una novia que queda atrapada en un globo de aire caliente el día de su boda. 
En el 2010 aparecerá en la película de horror Dont Be Afraid Of the Dark.

## Filmografía

### Películas
| Año  | Título                       | Personaje                                | Notas                                                                                                  |
| ---- | ---------------------------- | ---------------------------------------- | --- |
| 2014 | Marcy                        | Cummings                                 | junto a Mairin Lee, Hannah Timmons, Tom Tammi, Grant R. Krause, Ward Horton & Noel Joseph Allain       |
| 2014 | Lies I Told My Little Sister | Deena                                    | junto a Lucy Walters, Donovan Patton, Alicia Minshew, Ellen Foley & Tyler Hollinger                    |
| 2013 | Best Night Ever              | Zoe                                      | junto a Nick Steele, Desiree Hall, Samantha Colburn, Crista Flanagan, Amin Joseph & Christian Barillas |
| 2013 | The Great Gatsby             | -                                        | junto a Steve Bisley, Richard Carter, Jason Clarke & Adelaide Clemens                                  |
| 2012 | Marla                        | Marla                                    | corto - junto a Dale March & Lani John Tupu                                                            |
| 2010 | Don't Be Afraid of the Dark  | Miss Winter                              | junto a Alan Dale, Guy Pearce, Katie Holmes & Eliza Taylor-Cotter                                      |
| 2008 | Fool's Gold                  | Mujer de la Tripulación del Precious Gem | junto a Matthew McConaughey, Donald Sutherland & Kate Hudson                                           |

### Series de Televisión
| Año         | Título             | Personaje            | Notas                           |
| ----------- | ------------------ | -------------------- | ------------------------------- |
| 2011        | Stigma             | Myra                 | episodio "Myra" - miniserie     |
| 2009        | Rescue Special Ops | Candice Campbell     | episodio # 1.11                 |
| 2009        | The Cut            | Virginia             | episodio "Brain Snap"           |
| 2008 - 2009 | Mcleod's Daughters | Jasmine "Jaz" Mcleod | 15 episodios                    |
| 2008        | The Strip          | Rachael Marr         | episodio # 1.5                  |
| 2007        | East West 101      | Angela               | episodio "Death at the Station" |

### Comerciales
| Año | Comercial           | Personaje |
| --- | ------------------- | --------- |
| -   | KFC                 | -         |
| -   | Dove Chocumentaries | Pam Nesia |
| -   | AMI “Smile” Tvc NZ  | Ami       |

### Teatro
| Año  | Obra         | Personaje      | Director     | Teatro             | Notas                                   |
| ---- | ------------ | -------------- | ------------ | ------------------ | --------------------------------------- |
| 2009 | Lady Macbeth | Sonya & Fyodor | Joseph Couch | Belvoir St Theatre | junto a Alice Parkinson & Conrad Coleby |